# Adam Sandler
Adam Richard Sandler (Brooklyn, Nova York, 9 de setembro de 1966) é um ator, comediante, produtor, roteirista, músico e dublador norte-americano, de origem judaica. Membro do famoso programa de humor americano, Saturday Night Live nos anos 90 Sandler passou a estrelar vários filmes de Hollywood que juntos arrecadaram mais de US$ 2 bilhões de dólares nas bilheterias. Em 2023 recebeu o Prêmio Mark Twain de Humor Americano, por suas notáveis realizações na comédia.
Seus papéis no cinema incluem Billy Madison (1995), as comédias esportivas Happy Gilmore (1996) e The Waterboy (1998); a comédia romântica The Wedding Singer (1998), Big Daddy (1999), Mr. Deeds (2002), Bedtime Stories (2008), Grown Ups (2010), Pixels (2015) e dublando Conde Drácula na franquia Hotel Transylvania (2012-2018). No Brasil, Sandler é dublado na maioria dos filmes por Alexandre Moreno, seu dublador oficial.
Alguns de seus filmes, como Jack & Jill e That's My Boy, receberam fortes críticas, levando-o a ocupar o segundo lugar em indicações ao Raspberry Awards, perdendo apenas para Sylvester Stallone.
Sandler também se aventurou em filmes dramáticos, com seus papéis em Punch-Drunk Love (2002), Spanglish (2004), Reign Over Me (2007), Funny People (2009), The Meyerowitz Stories (2017) e Uncut Gems (2019), esse último lhe rendendo muitos elogios e prêmios da crítica especializada.

## Biografia
Adam Richard Sandler nasceu no Brooklyn e foi criado em Manchester (Nova Hampshire). Começou a fazer stand-up aos 17 anos, até que foi descoberto pelo comediante Dennis Miller. Em 1990, foi contratado pelo Saturday Night Live como roteirista, e no ano seguinte passou a fazer parte do elenco do programa, onde ficou famoso pelos personagens Opera Man, Cajun Man, Canteen Boy e The Gap Girl. Deixou o programa em 1995. Ambos os seus pais são judeus provenientes de famílias judaicas de imigrantes lituanos e russos.
Em 1993, fez uma pequena participação no filme Coneheads, estrelado por Dan Aykroyd. Após deixar o Saturday Night Live, atuou em comédias como Happy Gilmore, Billy Madison, The Waterboy, Big Daddy e Mr. Deeds (Este último estrelando ao lado de Winona Ryder). Em seu currículo vale destacar a comédia I Now Pronounce You Chuck and Larry (onde estrelou ao lado de Kevin James), Click, The Longest Yard, Anger Management (onde atuou ao lado de Jack Nicholson), 50 First Dates (onde contracenou com Drew Barrymore) e Punch-Drunk Love (filme pelo qual foi indicado ao Globo de Ouro) e neste fez, de longe, a melhor atuação de sua carreira.
Em 1999, Sandler fundou sua própria produtora, a Happy Madison, responsável por todos os seus filmes desde 2000 (exceto Punch-Drunk Love, Spanglish e Funny People), além da grande maioria dos filmes estrelados por Rob Schneider, David Spade e Kevin James.
Sandler também gravou cinco discos de comédia, sendo que dois foram indicados ao Grammy.

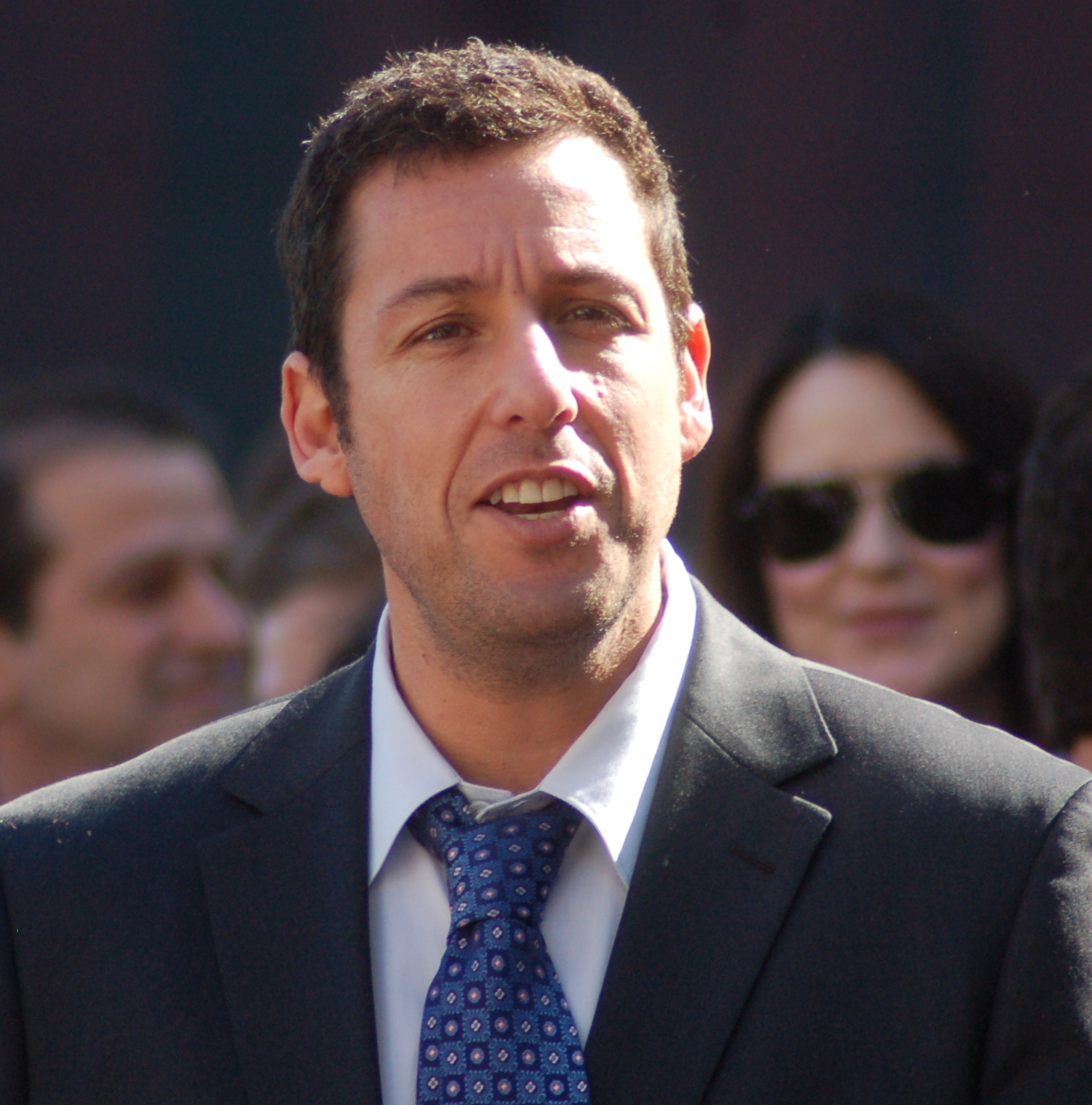
Adam na cerimônia em que recebeu uma estrela na Calçada da Fama de Hollywood em 2011.

Em fevereiro de 2011 ganhou uma estrela na Calçada da Fama de Hollywood.

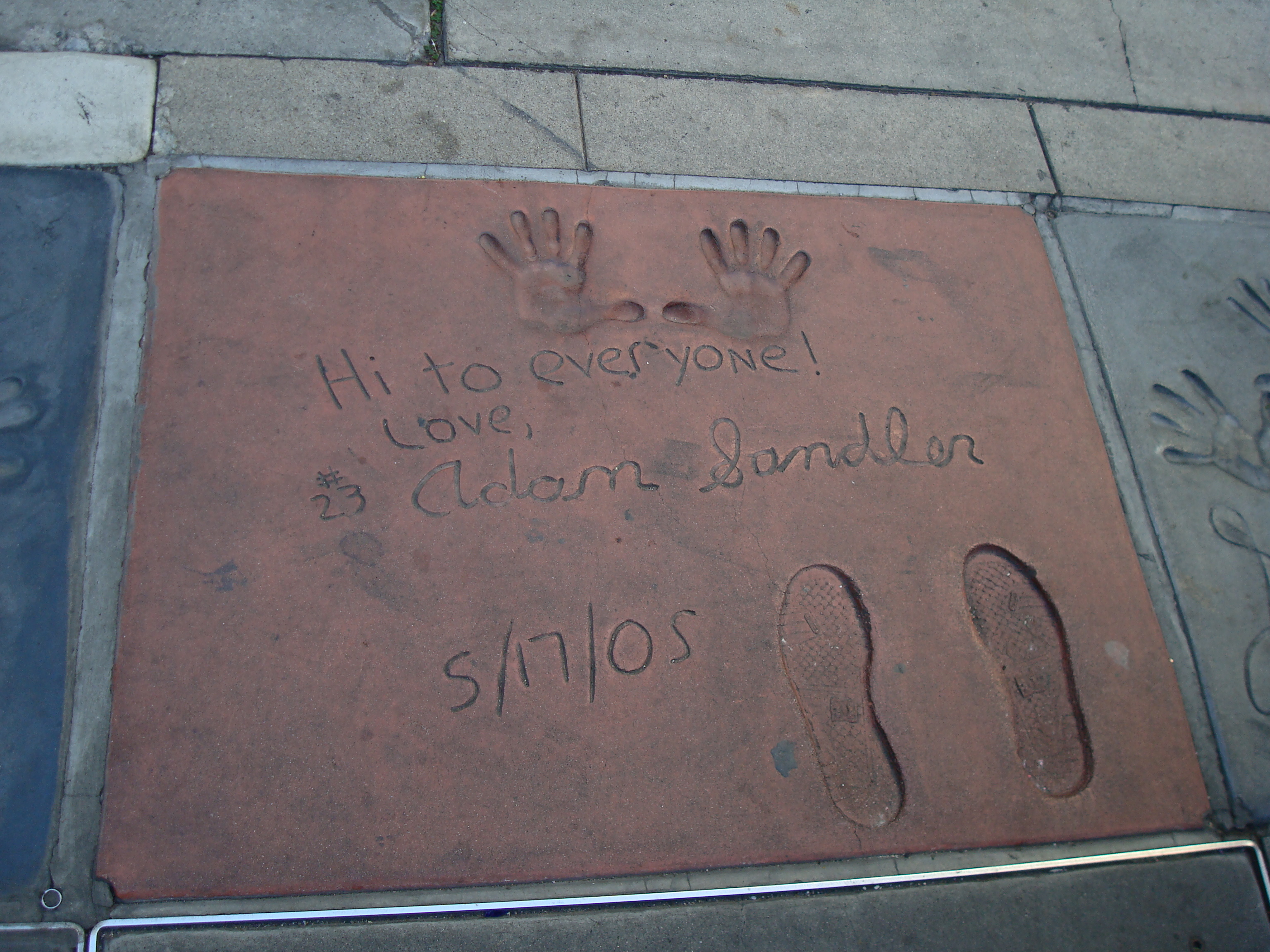
A assinatura de Sandler na Calçada da Fama em Hollywood

## Vida pessoal
Em 22 de junho de 2003, Sandler se casou com a atriz Jacqueline "Jackie" Titone Sandler. Titone havia se convertido à religião de Sandler, o judaísmo, em 2000. Ela faz aparições frequentes nos filmes do marido. O casal tem duas filhas: Sadie (nascida em 2006) e Sunny (nascida em 2008).

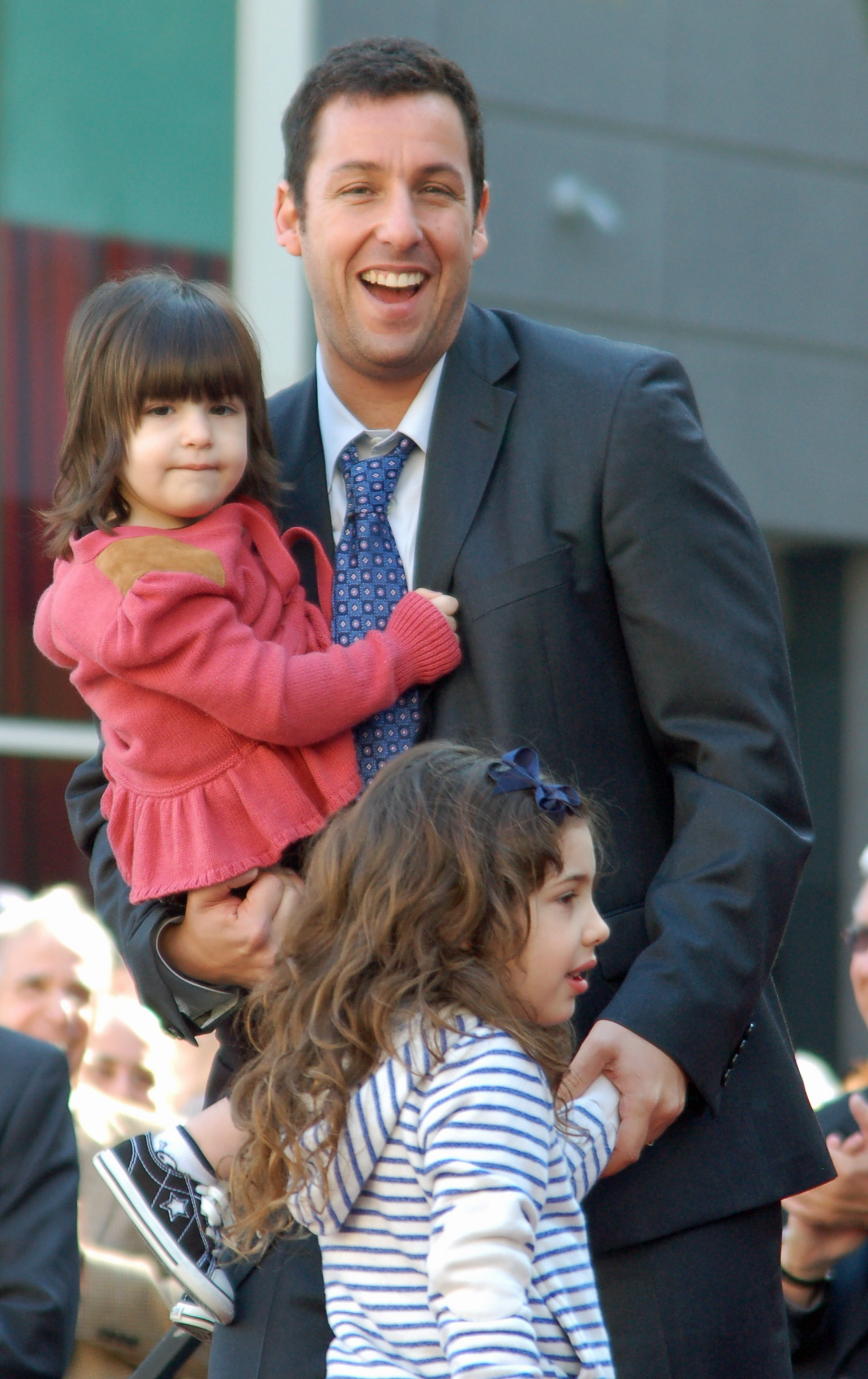
Sandler junto com suas filhas na cerimônia onde recebeu a estrela na Calçada da Fama de Hollywood, em 2011.

Em 2007, Sandler fez uma doação de US$ 1 milhão de dólares para o Boys & Girls Club em sua cidade natal, Manchester, New Hampshire. No mesmo ano, ele doou US$ 2 100 para a campanha presidencial do ex-prefeito da cidade de Nova York, Rudy Giuliani. Acredita-se que Sandler seja um independente e não fez suas opiniões políticas desde sua doação à campanha de Giuliani em 2007. 
Sandler reside em sua residência principal em Los Angeles, Califórnia, e tem uma segunda residência no mesmo condomínio em que sua mãe mora em Highland Beach, na Flórida.

## Filmografia
| Cinema    |                                          |                                           |                                 |                                                          |
| Ano       | Título original                          | Título no Brasil                          | Personagem                      | Nota                                                     |
| 1989      | Going Overboard                          | Ir ao Mar                                 | Schecky Moskowitz               | Roteirista                                               |
| 1991      | Shakes the Clown                         | Um Palhaço Suspeito                       | Dink                            |                                                          |
| 1993      | Coneheads                                | Cônicos & Cômicos                         | Carmine Weiner                  |                                                          |
| 1994      | Airheads                                 | Os Cabeças-de-Vento                       | Pip                             |                                                          |
| 1994      | Mixed Nuts                               | Um Dia de Louco                           | Louie                           |                                                          |
| 1995      | Billy Madison                            | Um Herdeiro Bobalhão                      | Billy Madison                   | Roteirista                                               |
| 1996      | Happy Gilmore                            | Um Maluco no Golfe                        | Happy Gilmore                   | Roteirista                                               |
| 1996      | Bulletproof                              | À Prova de Balas                          | Archie Moses                    |                                                          |
| 1998      | The Wedding Singer                       | Afinado no Amor                           | Robbie Hart                     |                                                          |
| 1998      | Dirty Work                               | Vingança sob Encomenda                    |                                 | Participação especial (não creditado)                    |
| 1998      | The Waterboy                             | O Rei da Água                             | Robert "Bobby" Boucher, Jr.     | Produtor executivo e roteirista                          |
| 1999      | Big Daddy                                | O Paizão                                  | Sonny Koufax                    | Produtor executivo e roteirista                          |
| 1999      | Deuce Bigalow: Male Gigolo               | Gigolô Por Acidente                       | Mr. Robert Justin (voz)         | Participação especial (não creditado) Produtor executivo |
| 2000      | Little Nicky                             | Um Diabo Diferente                        | Nicky                           | Produtor executivo e roteirista                          |
| 2001      | Joe Dirt                                 | Joe Sujo                                  |                                 | Produtor executivo                                       |
| 2001      | The Animal                               | Animal                                    | Townie                          | Produtor executivo                                       |
| 2002      | Mr. Deeds                                | A Herança de Mr. Deeds                    | Longfellow Deeds                | Produtor executivo                                       |
| 2002      | The Master of Disguise                   | Mestre do Disfarce                        |                                 | Produtor executivo                                       |
| 2002      | Punch-Drunk Love                         | Embriagado de Amor                        | Barry Egan                      |                                                          |
| 2002      | Eight Crazy Nights                       | Oito Noites de Loucura                    | Davey Stone (voz)               | Produtor e roteirista (Animação)                         |
| 2002      | The Hot Chick                            | Garota Veneno                             | Cara tocando Mambunza Bongo     | Produtor executivo                                       |
| 2003      | Anger Management                         | Tratamento de Choque                      | Dave Buznik                     | Produtor executivo                                       |
| 2003      | Dickie Roberts: Former Child Star        | O Pestinha cresceu                        |                                 | Produtor executivo                                       |
| 2003      | Pauly Shore Is Dead                      | Pauly Shore está Morto                    | Ele mesmo (voz)                 | Documentário                                             |
| 2004      | 50 First Dates                           | Como Se Fosse a Primeira Vez              | Henry Roth                      |                                                          |
| 2004      | Spanglish                                | Espanglês                                 | John Clasky                     |                                                          |
| 2005      | The Longest Yard                         | Golpe Baixo                               | Paul Crewe                      | Produtor executivo                                       |
| 2005      | Deuce Bigalow: European Gigolo           | Gigolô Europeu por Acidente               | Javier Sandooski                | Participação especial (não creditado) Produtor           |
| 2006      | Grandma's Boy                            | O Queridinho da Vovó                      |                                 | Produtor executivo                                       |
| 2006      | The Benchwarmers                         | Os Esquenta-Banco                         |                                 | Produtor                                                 |
| 2006      | Click                                    | Click                                     | Michael Newman                  | Produtor                                                 |
| 2007      | Reign Over Me                            | Reine sobre Mim                           | Charlie Fineman                 |                                                          |
| 2007      | I Now Pronounce You Chuck and Larry      | Eu os Declaro Marido e Larry              | Chuck Levine                    | Produtor                                                 |
| 2008      | Strange Wilderness                       | Programa Animal                           |                                 | Produtor executivo                                       |
| 2008      | You Don't Mess with the Zohan            | Zohan: Um Agente Bom de Corte             | Zohan Dvir/Scrappy Coco         | Produtor e roteirista                                    |
| 2008      | The House Bunny                          | A Casa das Coelhinhas                     |                                 | Produtor                                                 |
| 2008      | Bedtime Stories                          | Um Faz de Conta Que Acontece              | Skeeter Bronson                 | Produtor                                                 |
| 2009      | Paul Blart: Mall Cop                     | Segurança de Shopping                     |                                 | Produtor                                                 |
| 2009      | Funny People                             | Tá Rindo do Quê?                          | George Simmons                  |                                                          |
| 2010      | Grown Ups                                | Gente Grande                              | Lenny Feder                     | Produtor e roteirista                                    |
| 2011      | Just Go with It                          | Esposa de Mentirinha                      | Danny                           | Produtor                                                 |
| 2011      | Zookeeper                                | O Zelador Animal                          | Donald (voz)                    | Produtor                                                 |
| 2011      | Bucky Larson: Born to Be a Star          | Dotado para Brilhar                       |                                 | Produtor e roteirista                                    |
| 2011      | Jack and Jill                            | Cada Um Tem a Gêmea Que Merece            | Jack Sadelstein/Jill Sadelstein | Produtor e roteirista                                    |
| 2012      | That's My Boy                            | Este É o Meu Garoto                       | Donny Berger                    | Produtor e roteirista                                    |
| 2012      | Hotel Transylvania                       | Hotel Transilvânia                        | Conde Drácula (voz)             | Produtor executivo                                       |
| 2012      | Here Comes the Boom                      | Professor Peso Pesado                     |                                 | Produtor executivo                                       |
| 2013      | Grown Ups 2                              | Gente Grande 2                            | Lenny Feder                     | Produtor e roteirista                                    |
| 2014      | Blended                                  | Juntos e Misturados                       | Jim Friedman                    | Produtor                                                 |
| 2014      | Men, Women & Children                    | Homens, Mulheres e Filhos                 | Don Truby                       |                                                          |
| 2014      | The Cobbler                              | Trocando os Pés                           | Max Simkin                      |                                                          |
| 2014      | Top Five                                 | No Auge da Fama                           | Ele mesmo                       | Participação especial                                    |
| 2015      | Paul Blart: Mall Cop 2                   | Segurança de Shopping 2                   |                                 | Produtor                                                 |
| 2015      | Pixels                                   | Pixels                                    | Sam Brenner                     | Produtor                                                 |
| 2015      | I Am Chris Farley                        | Eu sou Chris Farley                       | Ele mesmo                       | Documentário                                             |
| 2015      | Hotel Transylvania 2                     | Hotel Transilvânia 2                      | Conde Drácula (voz)             | Roteirista                                               |
| 2015      | The Ridiculous 6                         | Os 6 Ridículos                            | Tommy "Faca Branca" Stockburn   | Produtor e roteirista                                    |
| 2016      | The Do-Over                              | Zerando a Vida                            | Max                             | Produtor                                                 |
| 2017      | Sandy Wexler                             | Sandy Wexler                              | Sandy Wexler                    | Produtor e roteirista                                    |
| 2017      | The Meyerowitz Stories                   | Os Meyerowitz: Família Não se Escolhe     | Danny Meyerowitz                |                                                          |
| 2018      | The Week Of                              | Lá Vem os Pais                            | Kenny Lustig                    | Produtor e roteirista                                    |
| 2018      | Hotel Transylvania 3: Summer Vacation    | Hotel Transilvânia 3                      | Conde Drácula (voz)             | Dublagem                                                 |
| 2019      | Murder Mystery                           | Mistério no Mediterrâneo                  | Nick Spitz                      | Original Netflix                                         |
| 2019      | Uncut Gems                               | Jóias Brutas                              | Howard Ratner                   | Original Netflix                                         |
| 2020      | Hubie Halloween                          | O Halloween do Hubie                      | Hubie Dubois                    | Original Netflix                                         |
| 2022      | Hustle                                   | Arremessando Alto                         | Stanley Sugarman                | Original Netflix                                         |
| 2023      | Murder Mystery 2                         | Mistério em Paris                         | Nick Spitz                      | Original Netflix                                         |
| 2023      | You Are So Not Invited To My Bat Mitzvah | Você Não Tá Convidada pro Meu Bat Mitzvá! | Danny Friedman                  | Original Netflix                                         |
| 2023      | Leo                                      | Leo                                       | Leonardo (voz)                  | Original Netflix                                         |
| 2024      | Spaceman                                 | O Astronauta                              | Jakub Prochaska                 | Original Netflix                                         |
| 2025      | Happy Gilmore 2                          | Um Maluco no Golfe 2                      | Happy Gilmore                   | Original Netflix                                         |
| Televisão |                                          |                                           |                                 |                                                          |
| Ano       | Título                                   | Personagem                                | Episódios                       |                                                          |
| 1984-88   | The Cosby Show                           | Smitty                                    | 4 episódios                     |                                                          |
| 1987-90   | Remote Control                           |                                           |                                 |                                                          |
| 1990      | The Marshall Chronicles                  | Usher                                     | 1 episódio                      |                                                          |
| 1990      | ABC Afterschool Specials                 | Drug Dealer                               | 1 episódio                      |                                                          |
| 1991-95   | Saturday Night Live                      | Vários                                    | 44 episódios                    |                                                          |
| 2001      | Undeclared                               | Ele mesmo                                 | 1 episódio                      |                                                          |
| 2003      | Couch                                    | Participação especial                     | 1 episódio                      |                                                          |
| 2005      | Getaway                                  | Henry Roth                                | 1 episódio                      |                                                          |
| 2007      | The King of Queens                       | Jeff "A Fera" Sussman                     | 1 episódio                      |                                                          |
| 2013      | Jessie                                   | Ele mesmo                                 | 1 episódio                      |                                                          |
| 2014      | Brooklyn Nine-Nine                       | Ele mesmo                                 | 1 episódio                      |                                                          |
| 2016-18   | Kevin Can Wait                           | Jimmy Lander                              | 1 episódio                      |                                                          |
| 2017      | Real Rob                                 | Adam                                      | 1 episódio                      |                                                          |
| 2020      | Home Movie: The Princess Bride           | The Grandfather                           | 1 episódio                      |                                                          |

## Discografia
- They're All Gonna Laugh at You! (1993) - platina dupla (2 milhões de cópias)
- What the Hell Happened to Me? (1996) - platina dupla (2 milhões de cópias)
- What's Your Name? (1997) - ouro (500 mil cópias)
- Stan and Judy's Kid (1999) - ouro (500 mil cópias)
- Shhh...Don't Tell (2004)

## Prêmios e indicações
| Ano  | Prêmio                                        | Categoria                                          | Filme                            | Resultado                        |
| ---- | --------------------------------------------- | -------------------------------------------------- | -------------------------------- | -------------------------------- |
| 1995 | MTV Movie Awards                              | Melhor comediante                                  | Billy Madison                    | Indicado                         |
| 1996 | MTV Movie Awards                              | Melhor comediante                                  | Happy Gilmore                    | Indicado                         |
| 1996 | MTV Movie Awards                              | Melhor Luta                                        | Happy Gilmore                    | Venceu                           |
| 1997 | Golden Raspberry Awards                       | Pior ator                                          | Happy Gilmore                    | Venceu                           |
| 1997 | Golden Raspberry Awards                       | Pior ator                                          | Bulletproof                      | Venceu                           |
| 1998 | MTV Movie Awards                              | Pior ator                                          | Bulletproof                      | Venceu                           |
| 1998 | MTV Movie Awards                              | Melhor beijo                                       | The Wedding Singer               | Venceu                           |
| 1998 | MTV Movie Awards                              | Melhor comediante                                  | The Wedding Singer               | Indicado                         |
| 1998 | MTV Movie Awards                              | Melhor comediante                                  | The Wedding Singer               | Indicado                         |
| 1998 | MTV Movie Awards                              | The Waterboy                                       | Venceu                           |                                  |
| 1999 | Golden Raspberry Awards                       | The Waterboy                                       | Venceu                           | Pior ator                        |
| 2000 | Golden Raspberry Awards                       | Pior ator                                          | Venceu                           | Big Daddy                        |
| 2000 | Golden Raspberry Awards                       | Pior roteiro                                       | Venceu                           | Big Daddy                        |
| 2000 | MTV Movie Awards                              | Melhor comediante                                  | Venceu                           | Big Daddy                        |
| 2001 | Golden Raspberry Awards                       | Pior ator                                          | Venceu                           | Little Nicky, Um Diabo Diferente |
| 2001 | Golden Raspberry Awards                       | Pior roteiro                                       | Venceu                           | Little Nicky, Um Diabo Diferente |
| 2002 | Festival Internacional de Cinema de Gijón     | Melhor ator                                        | Venceu                           | Punch-Drunk Love                 |
| 2003 | Golden Globe Awards                           | Melhor ator - comédia/musical                      | Indicado                         | Punch-Drunk Love                 |
| 2003 | MTV Movie Awards                              | Melhor beijo                                       | Indicado                         | Punch-Drunk Love                 |
| 2003 | MTV Movie Awards                              | Melhor comediante                                  | Indicado                         | Punch-Drunk Love                 |
| 2003 | Golden Raspberry Awards                       | Pior ator                                          | Eight Crazy Nights               | Venceu                           |
| 2003 | Golden Raspberry Awards                       | Pior ator                                          | Mr. Deeds                        | Venceu                           |
| 2003 | Kids' Choice Awards                           | Ator de cinema favorito                            | Mr. Deeds                        | Venceu                           |
| 2004 | MTV Movie Awards                              | Melhor equipe                                      | Como Se Fosse a Primeira Vez     | Venceu                           |
| 2004 | MTV Movie Awards                              | Melhor ator                                        | Como Se Fosse a Primeira Vez     | Indicado                         |
| 2005 | MTV Movie Awards                              | Melhor comediante                                  | The Longest Yard                 | Indicado                         |
| 2006 | MTV Movie Awards                              | Melhor comediante                                  | Click                            | Indicado                         |
| 2008 | MTV Movie Awards                              | Melhor comediante                                  | Eu os Declaro Marido e... Larry! | Indicado                         |
| 2011 | MTV Movie Awards                              | Melhor comediante                                  | Esposa de Mentirinha             | Indicado                         |
| 2012 | Kids' Choice Awards                           | Melhor Ator                                        | Cada Um Tem a Gêmea Que Merece   | Indicado                         |
| 2013 | Kids' Choice Awards                           | Voz Em Animação Favorita                           | Hotel Transilvânia               | Venceu                           |
| 2014 | Kids' Choice Awards                           | Ator de cinema favorito                            | Gente Grande 2                   | Venceu                           |
| 2019 | Kids' Choice Awards                           | Voz Em Animação Favorita                           | Hotel Transilvânia 3             | Venceu                           |
| 2019 | Emmy Awards                                   | Melhor Roteiro em Especial de Variedades ou Música | Adam Sandler: 100% Fresh         | Indicado                         |
| 2019 | Emmy Awards                                   | Melhor Ator Convidado em Série de Comédia          | Saturday Night Live              | Indicado                         |
| 2019 | People's Choice Awards                        | Melhor ator de comédia (2019)                      | Mistério no Mediterrâneo         | Indicado                         |
| 2019 | National Board of Review                      | Melhor Ator                                        | Uncut Gems                       | Venceu                           |
| 2019 | Gotham Awards                                 | Melhor Ator                                        | Uncut Gems                       | Indicado                         |
| 2019 | Detroit Film Critics Society                  | Melhor Ator                                        | Uncut Gems                       | Indicado                         |
| 2019 | San Diego Film Critics Society                | Melhor Ator                                        | Uncut Gems                       | Indicado                         |
| 2019 | St. Louis Gateway Film Critics Association    | Melhor Ator                                        | Uncut Gems                       | Venceu                           |
| 2019 | Washington D.C. Area Film Critics Association | Melhor Ator                                        | Uncut Gems                       | Indicado                         |
| 2020 | Critics' Choice Movie Awards                  | Melhor Ator                                        | Uncut Gems                       | Indicado                         |
| 2020 | Independent Spirit Awards                     | Melhor Ator                                        | Uncut Gems                       | Venceu                           |
| 2020 | Satellite Awards                              | Melhor Ator em Filme de Comédia ou Musical         | Uncut Gems                       | Indicado                         |
| 2021 | Kids' Choice Awards                           | Ator de cinema favorito                            | Hubie Halloween                  | Indicado                         |
| 2022 | People's Choice Awards                        | Melhor comediante                                  | Arremessando Alto                | Venceu                           |
| 2023 | MTV Movie Awards                              | Melhor comediante                                  | Mistério em Paris                | Venceu                           |